# Gabino Catalina del Amo
Gabino Catalina del Amo (Budia, 1817-Calahorra, 1882) fue un religioso español, obispo de Calahorra y la Calzada.

## Biografía
Nacido el 19 de febrero de 1817 en Budia, era hijo de Casimiro Catalina y Ángela del Amo y hermano del político Severo Catalina del Amo. Estudió en la Universidad Literaria de Cuenca y en el Seminario Conciliar de dicha ciudad. Entre otros destinos, fue cura-párroco de Barajas de Melo y canónigo de Sigüenza y Toledo, además de trabajar como profesor en la Universidad Central. En 1875 fue nombrado obispo de Calahorra y la Calzada, en cuya catedral había sido deán otro de sus hermanos, Ramón.
Falleció el 10 de enero de 1882 en Calahorra.